# Geoff Parsons
Geoff Parsons, wł. Geoffrey Peter Parsons (ur. 14 sierpnia 1964 w Margate) – brytyjski lekkoatleta, specjalista skoku wzwyż, medalista halowych mistrzostw Europy i trzykrotny medalista igrzysk Wspólnoty Narodów, dwukrotny olimpijczyk.

## Kariera sportowa
Na igrzyskach Wspólnoty Narodów reprezentował Szkocję, a na pozostałych dużych imprezach międzynarodowych Wielką Brytanię.
Odpadł w kwalifikacjach skoku wzwyż na mistrzostwach Europy w 1982 w Atenach. Zajął 7. miejsce w tej konkurencji na igrzyskach Wspólnoty Narodów w 1982 w Brisbane i również 7. miejsce na mistrzostwach Europy juniorów w 1983 w Schwechat. Na halowych mistrzostwach Europy w 1984 w Göteborgu zajął 14. miejsce, a na igrzyskach olimpijskich w 1984 w Los Angeles odpadł w kwalifikacjach (zajął w nich 15.–17. miejsce).
Na halowych mistrzostwach Europy w 1986 w Madrycie zdobył brązowy medal (ex  aequo z Eddym Annysem z Belgii, a za reprezentantami Republiki Federalnej Niemiec Dietmarem Mögenburgiem i Carlo Thränhardtem). Zdobył srebrny medal na igrzyskach Wspólnoty Narodów w 1986 w Edynburgu, przegrywając jedynie z Miltonem Otteyem z Kanady, a wyprzedzając Alaina Metellusa z Kanady i Hendersona Pierre’a z Anglii. Na mistrzostwach Europy w 1986 w Stuttgarcie zajął 9. miejsce, na mistrzostwach świata w 1987 w Rzymie 10. miejsce (ex  aequo z Krzysztofem Krawczykiem), a na igrzyskach olimpijskich w 1988 w Seulu 16. miejsce.
Zdobył brązowy medal na igrzyskach Wspólnoty Narodów w 1990 w Auckland, za Clarence’em Saundersem z Bermudów i Daltonem Grantem z Anglii, a wspólnie z Miltonem Otteyem. Odpadł w kwalifikacjach na mistrzostwach Europy w 1990 w Splicie. Na igrzyskach Wspólnoty Narodów w 1994 w Victorii ponownie zdobył brązowy medal, przegrywając tylko z Timem Forsythem z Australii i Steve’em Smithem z Anglii.
Parsons był mistrzem Wielkiej Brytanii (AAA) w skoku wzwyż w 1986, 1987 i 1988, wicemistrzem w 1991 i 1994 oraz brązowym medalistą w tej konkurencji w 1982 i 1993, a także halowym mistrzem w 1983, 1986, 1988, 1991 i 1995, wicemistrzem w 1984 i 1992 oraz brązowym medalistą w 1993 i 1994. Był również mistrzem UK Championships w 1985, 1986 i 1988, wicemistrzem w 1990 i 1991 oraz brązowym medalistą w 1982, 1992 i 1993. Był mistrzem Szkocji w latach 1985–1987, 1989 i 1990, 1992–1994 i 1998.
Czterokrotnie poprawiał rekord Wielkiej Brytanii w skoku wzwyż do wyniku 2,28 m uzyskanego 18 maja 1986 w Tokio.

## Rekordy życiowe
Rekordy życiowe Parsonsa:
- skok wzwyż – 2,31 m (26 sierpnia 1994, Victoria)
- skok wzwyż (hala) – 2,30 m (25 stycznia 1986, Cosford)